# Le ali del falco
Le ali del falco (Wings of the Hawk) è un film del 1953 diretto da Budd Boetticher e interpretato da Van Heflin, Julie Adams e Abbe Lane. Il film è tratto dal romanzo Wings of the Hawk di Gerald Drayson Adams.

## Trama
Messico, 1911.

## Produzione
Il film, diretto da Budd Boetticher su una sceneggiatura di Kay Lenard e James E. Moser e un soggetto di Gerald Drayson Adams, fu prodotto da Aaron Rosenberg per la Universal Pictures e girato negli Universal Studios a Universal City, nell'area di Burro Flats nelle Simi Hills e nel ranch di Corriganville a Simi Valley, California, dal 28 marzo a metà aprile del 1953. Il film fu realizzato e distribuito nei cinema in 3-D.

## Distribuzione
Il film fu distribuito con il titolo Wings of the Hawk negli Stati Uniti nel settembre del 1953 (première a Los Angeles il 26 agosto 1953) al cinema dalla Universal Pictures.
Altre distribuzioni:
- in Danimarca il 29 marzo 1954 (Revolten)
- in Svezia il 24 maggio 1954 (Revolt i bergen)
- in Germania Ovest il 23 luglio 1954 (Der letzte Rebell)
- in Austria nel settembre del 1954 (Der letzte Rebell)
- in Finlandia il 10 dicembre 1954 (Meksikon haukat)
- in Francia il 15 dicembre 1954 (Révolte au Mexique)
- in Portogallo il 16 maggio 1955 (As Asas do Gavião)
- in Belgio (De gier's vleugels)
- in Belgio (Les ailes du vautour)
- in Brasile (Revolta do Desespero)
- in Grecia (Ypo halazan sfairon)
- in Italia (Le ali del falco)

## Critica
Secondo il Morandini il film è caratterizzato da "confusione messicana descritta con sagacia" con un Heflin che risulterebbe "impacciato".

## Promozione
La tagline è: Out of the thunder and plunder of a nation's most dangerous days comes its most thrilling adventure!.